# 廍子 (彰化縣)
廍子，原寫為廍仔，是臺灣彰化縣埔鹽鄉的一個傳統地域名稱，位於該鄉東北部。相較於今日行政區，其範圍大致包括廍子村、出水村。

## 歷史
台灣清治末期至日治初期，廍子地區為一街庄，稱為「廍仔庄」，隸屬於馬芝堡。該庄昔日北及東隔臺灣溝與外中庄、三汴頭庄、下崙庄為界，南邊為南港庄，西南邊為埔鹽庄，西邊為瓦磘庄。
1901年（日治明治三十四年）11月，該庄隸屬於彰化廳。1909年（明治四十二年）10月，改隸屬於臺中廳。1920年（大正九年），該庄改制並雅化為「廍子」大字，隸屬於臺中州員林郡埔鹽庄。
戰後埔鹽庄改制為埔鹽鄉，隸屬於彰化縣，大字亦改制為村。

## 交通
省道台19線（彰水路二段）又稱「中央公路」，為彰化至台南永康的幹道，大致以北北東－南南西走向經過廍子地區西北部，往北可前往秀水、彰化，往南可前往溪湖、土庫、北港等地。
縣道144號是福興至員林林厝的道路，主要為員林大排兩岸平面道路，大致以橫向轉西北—東南走向經過廍子地區北部及東部邊界地帶，往西可前往福興連結省道台17線、台61線，往東南可前往員林，最終止於縣道137號路口。省道台76線（東西向快速公路－漢寶草屯線）為架於縣道144號上方的高架快速道路，其西側端點位於本地區西北部邊界外不遠處，往東南可於埔鹽系統交流道連接國道1號，亦可過員林後續行至位於南投草屯的中興系統交流道以連接國道3號。